# Meringopus armatus
Meringopus armatus là một loài tò vò trong họ Ichneumonidae.